# Bílá Desná
Bílá Desná je vodní tok v Jizerských horách v Libereckém kraji na severu České republiky. Délka toku činí 11,6 km, dle jiných zdrojů 11,7 km. Plocha povodí měří 15,9 km².

## Průběh toku

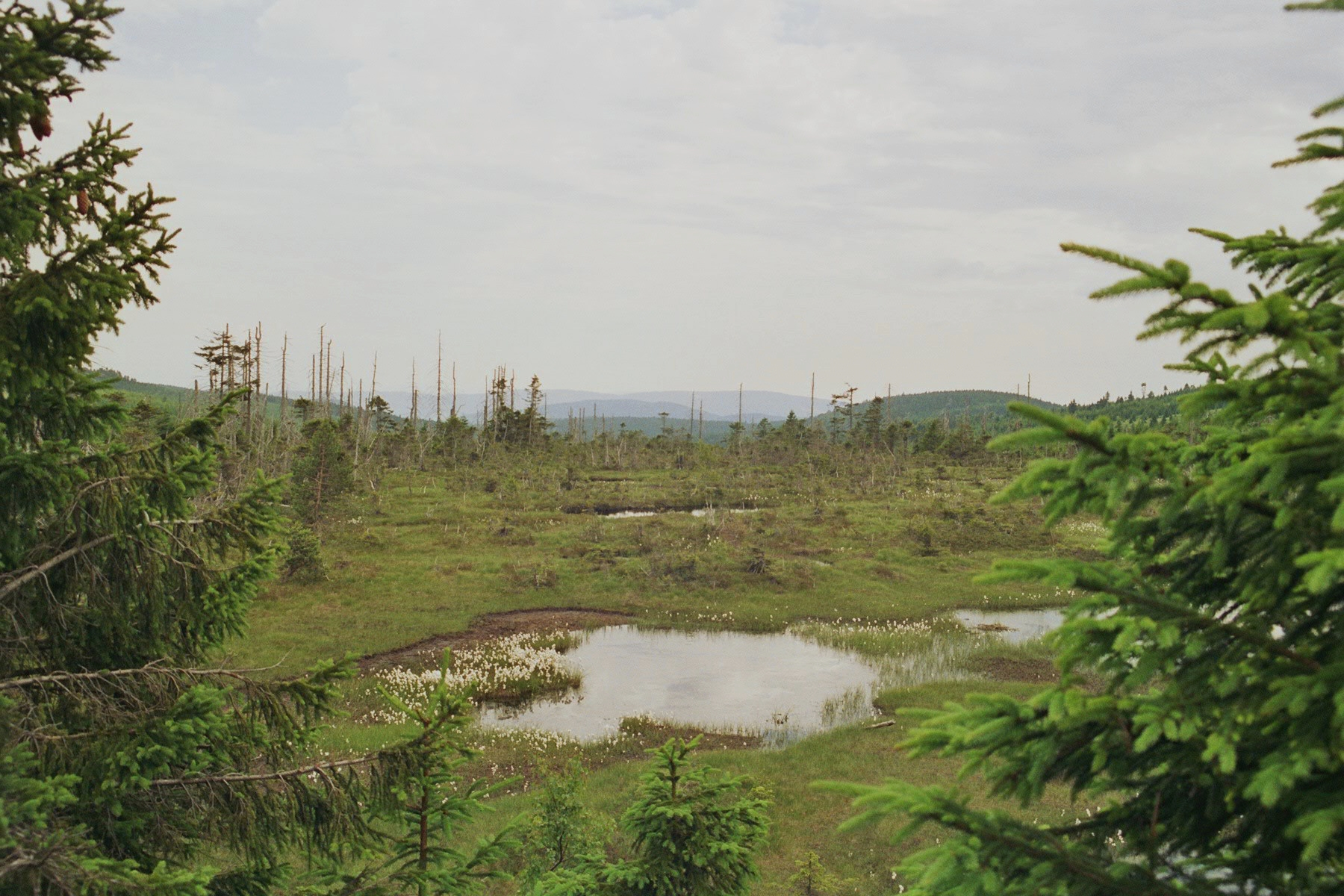
Pramen Bílé Desné

Pramen této horské říčky se nachází u přírodní památky Na kneipě (přírodní památka) ve vzdálenosti asi 2 kilometry jihozápadně od vrcholu Jizery (1122 m n. m.). Na horním toku teče převážně jihovýchodním směrem. Mezi osmým a devátým říčním kilometrem se potok stáčí na jih až jihojihovýchod a tímto směrem proudí až ke svému ústí. V Desné se slévá s Černou Desnou a dále již pokračuje krátká řeka Desná. Na toku byla v letech 1912 až 1915 budována přehradní nádrž, která se 18. září 1916 protrhla.

## Vodní režim
Průměrný průtok Bílé Desné u ústí činí 0,49 m³/s. Na jejím 7,3 říčním kilometru se nachází betonový jez s odběrným objektem, který slouží k převedení části průtoku do přehradní nádrže Souš. Z odběrného objektu je voda vedena železobetonovým potrubím o průměru 800 mm v délce 573 m k původní 1145 m dlouhé štole z roku 1914 vedoucí z protržené nádrže Desná do povodí pravostranného přítoku Černé Desné.